# Feld-Mannstreu
Der Feld-Mannstreu (Eryngium campestre) ist eine Pflanzenart aus der Gattung Mannstreu (Eryngium) innerhalb der Familie der Doldenblütler (Apiaceae).

## Beschreibung

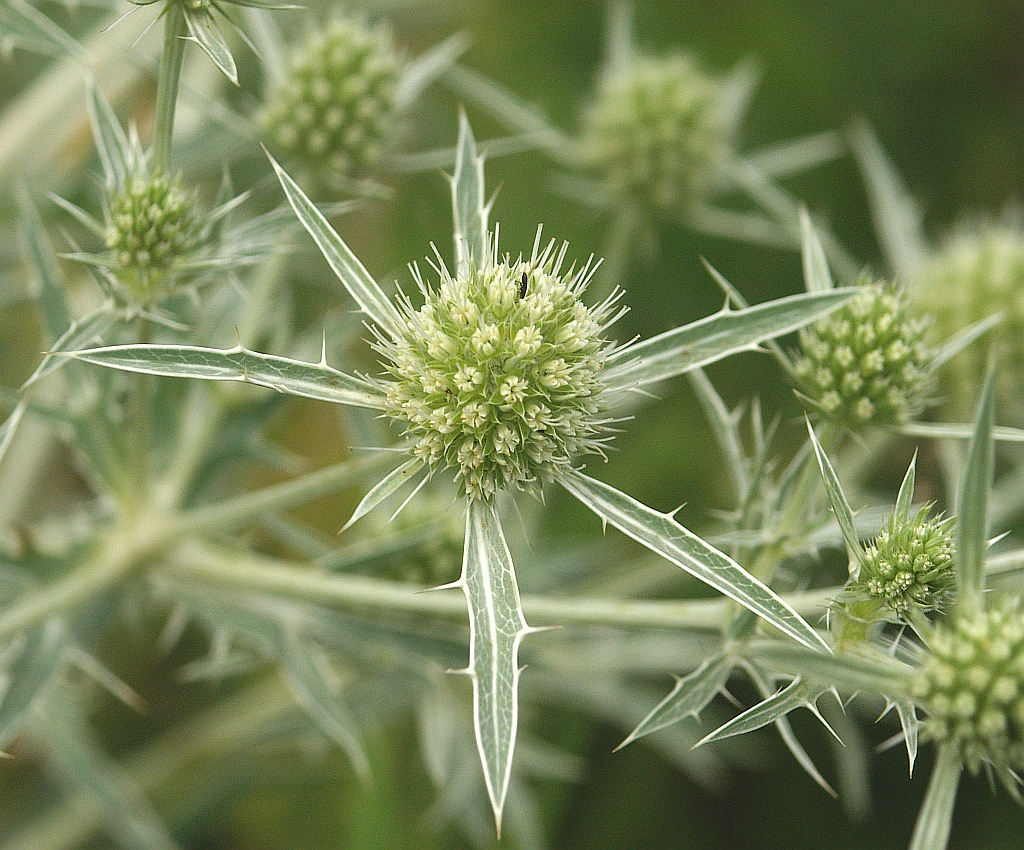
Blütenkopf

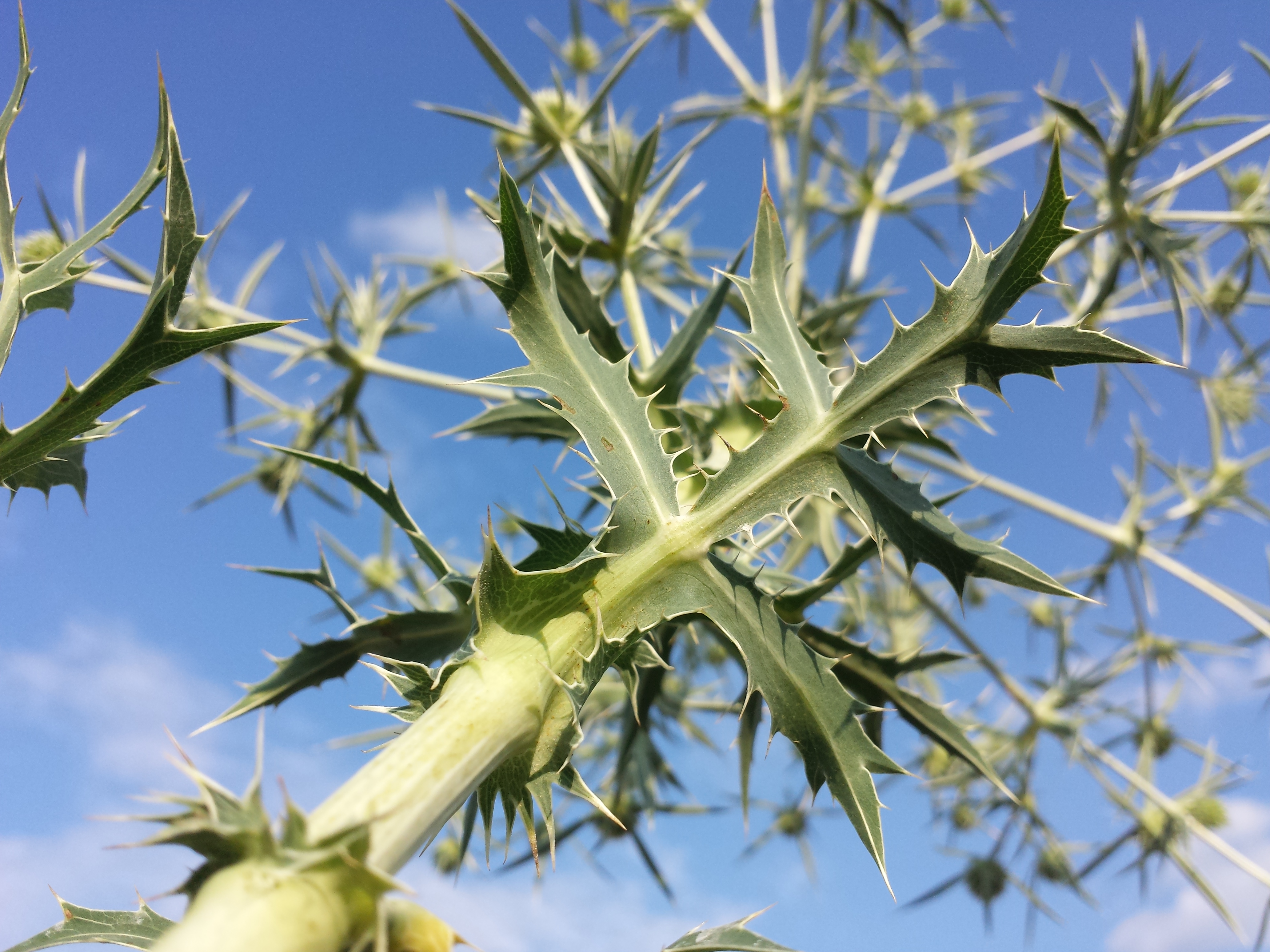
Blütenstand von unten

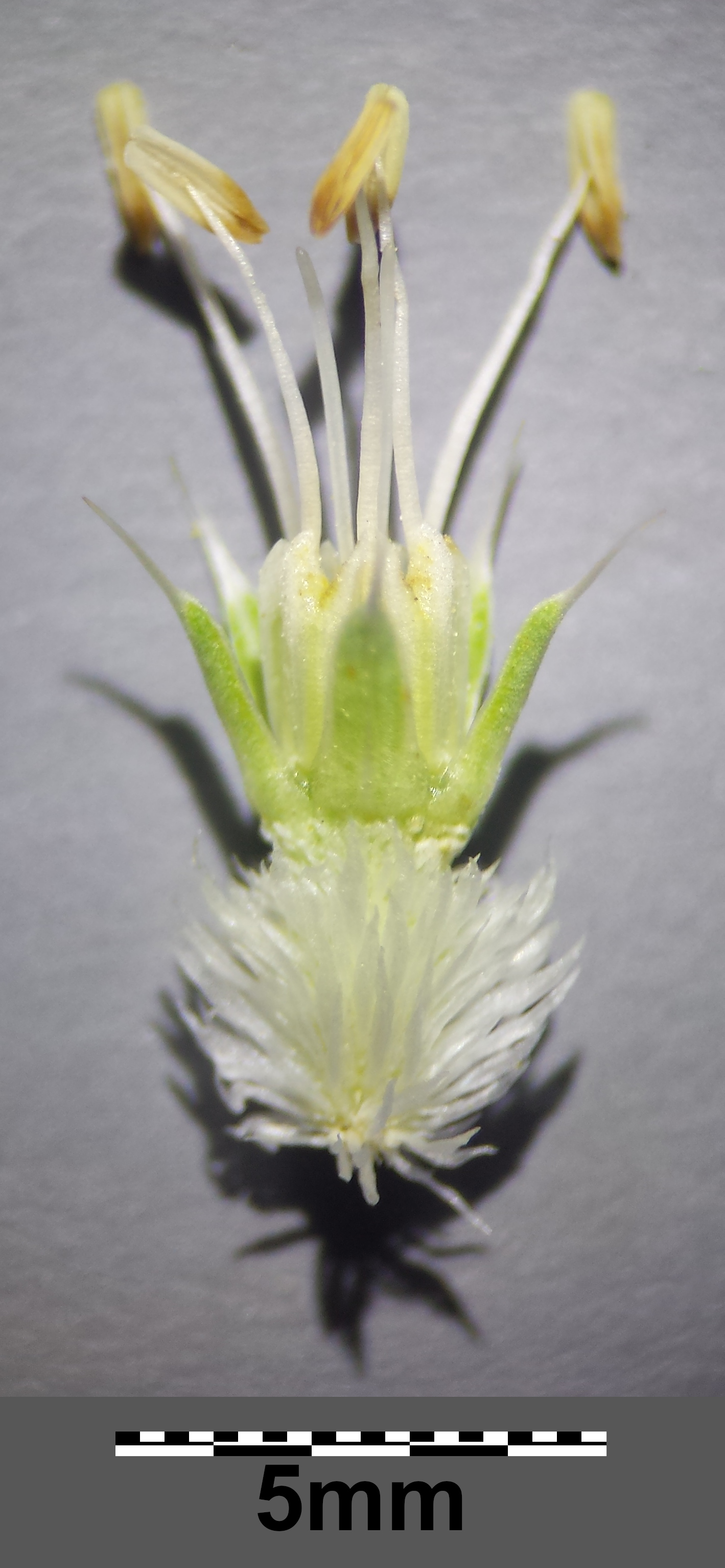
Blüte

### Vegetative Merkmale
Der Feld-Mannstreu ist eine ausdauernde krautige Pflanze und erreicht Wuchshöhen von 15 bis 60 Zentimetern, kann jedoch auch gelegentlich bis zu 1 Meter erreichen. Die tiefgehende Grundachse ist dick walzlich und holzig. Die oberirdischen Pflanzenteile sind grau bis gelblich-grün. Der aufrechte, sparrig verzweigte Stängel ist dick und bildet mit den Ästen oft einen halbkugeligen „Busch“.
Von den grundständigen und wechselständig am Stängel angeordneten Laubblättern sind die unteren gestielt und die oberen stängelumfassend. Die Blattspreiten der ersten Laubblätter sind ungeteilt und länglich, die der späteren sind handförmig-fiederschnittig bis doppelt-fiederspaltig oder dreizählig doppelt-fiederspaltig und dornig gezähnt. Die Grundblätter sind im Umriss breit eiförmig-dreieckig und 10 bis 25 Zentimeter lang. Die Stängelblätter sind kurz gestielt bis sitzend und werden nach oben immer einfacher. Die oberen Stängelblätter sind stängelumfassend mit dornig gezähnten Öhrchen.

### Generative Merkmale
Die Blütezeit reicht von Juli bis September. Der Gesamtblütenstand ist weitschweifig-verzweigt und enthält zahlreiche Blütenköpfe. Die Blütenköpfe sind bei einer Höhe von bis 15 Millimetern von halbkugeliger bis walzlicher Gestalt und dicht reichblütig. Die Blütenköpfe besitzen zahlreiche Hüllblätter. Die Hüllblätter sind bei einer Länge von bis zu 4 Zentimetern sowie einer Breite von etwa 5 Millimetern linealisch-lanzettlich. Die Spreublätter sind linealisch-pfriemlich und mit dem endständigen Dorn bis 10 Millimeter lang.
Die Blüten sind unscheinbar. Die Kelchblätter sind lanzettlich und mit ihren Dorn etwa 2 Millimeter lang. Die Kronblätter sind weißlich oder grau-grün und sind etwa halb so lang wie die Kelchblätter.
Die Doppelachäne ist abgeflacht verkehrt-eiförmig und hat zahlreiche fast reihenweise angeordnete Schuppen.
Die Chromosomenzahl beträgt 2n = 14 oder 28.

## Ökologie
Der Feld-Mannstreu ist ein Hemikryptophyt, eine Halbrosettenpflanze. Er ist ein Tiefwurzler (der walzlich-spindelförmige „Wurzelstock“ wurzelt bis 2 Meter tief). Dieser Xerophyt besitzt kaum welkende dornigen Laubblätter. Die vielen Dornen schützen die Pflanze vor Fraßschäden durch Weidetiere. An wenigen Standorten Deutschlands findet sich die Amethyst-Sommerwurz (Orobanche amethystea), die den Feld-Mannstreu parasitiert.
Die Blütendolden sind analog dem Blütenstand der Korbblütler zu einem kopfigen Blütenstand vereint. Es handelt sich um Nektar führende „Körbchenblumen“. Die Blütenkörbe sind von dornigen Hüllblättern umgeben. Steif aufrechte Kelchblätter formen „kleine Trichterblumen“.  Auf den Gesamtblütenstand bezogen sind die Blüten andromonözisch verteilt: Die Dolden erster bis dritter Ordnung tragen meist nur zwittrige Blüten, die Dolden vierter Ordnung meist nur kleine männliche Blüten. Die zwittrigen Blüten sind vormännlich.
Der Nektar ist nur Insekten mit mindestens 2 Millimeter langem Rüssel zugänglich, z. B. Bienen und Schmetterlingen. Fliegen fressen nur den Pollen.
Die Pflanzenexemplare sind typische „Bodenroller“ (Chamaechorie-Strategie): Reif werden die Sprosse bei Windgeschwindigkeiten von mindestens 4 m/s an einer vorgegebenen Abbruchstelle am Wurzelballen abgerissen und dann als Ganzes fortgerollt, wobei die Früchte allmählich ausgestreut werden. Verhaken sich mehrere Pflanzenexemplare, entstehen mehr oder weniger große „Steppenhexen“, wie sie oft meterhoch – besonders für osteuropäische Steppen – charakteristisch sind. Ausbreitung erfolgt außerdem als Wind- und Tierstreuer (Klettfrüchte). Die Früchte sind Licht- und Frostkeimer.
Auf der Feld-Mannstreu lebend wurden folgende Pilzarten beobachtet: Entyloma eryngii, Puccinia pimpinellae, Cenangium pustula, Diaporthe nigrella, Erysibe taurica, Lachnum leucophaeum, Leptosphaeria libanotis, Mycosphaerella eryngii, Phacidium eryngii, Pleospora herbarum, Pleospora pachyasca, Pleospora vulgaris, Pyrenopeziza compressula und Pyrenopeziza eryngii.

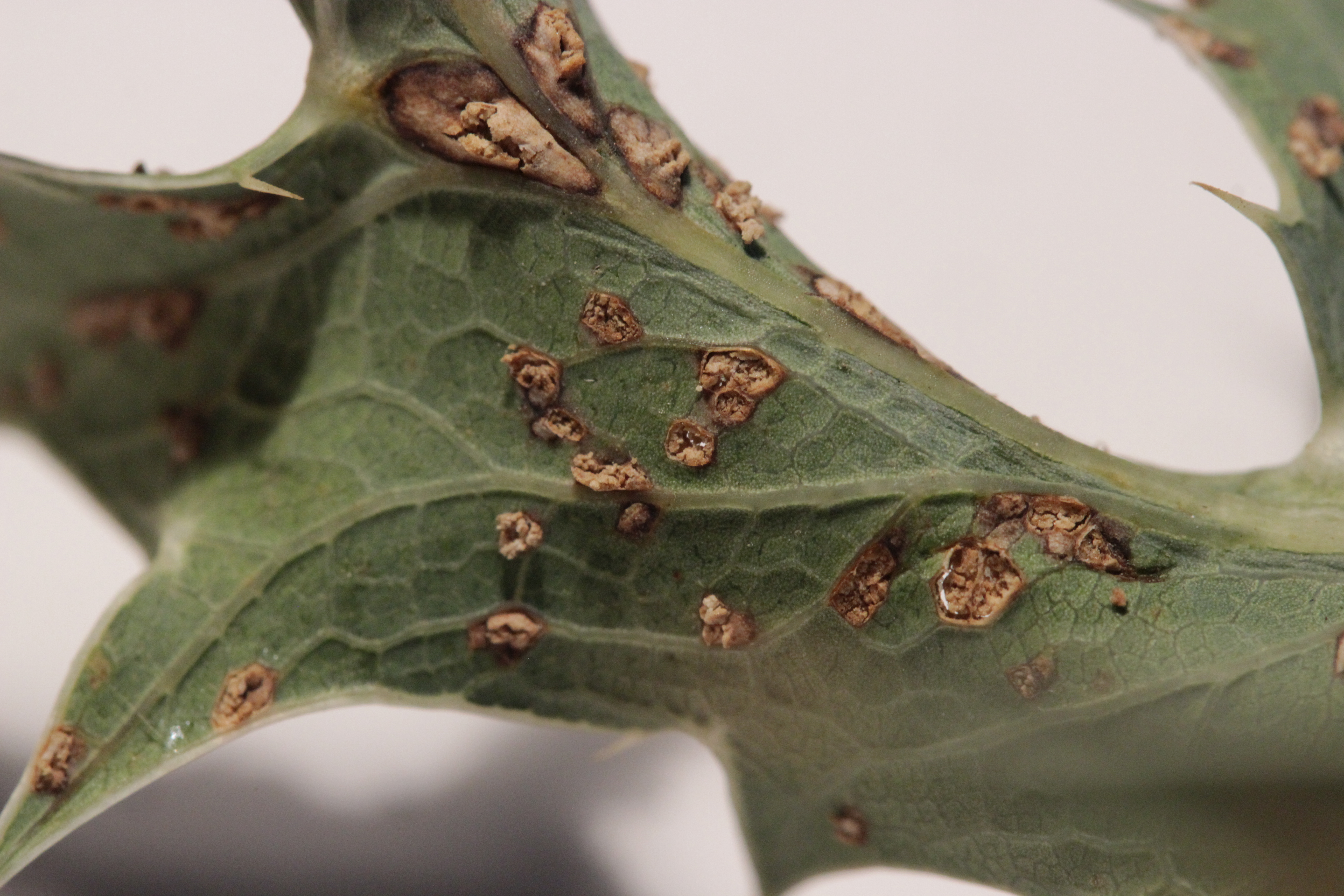
Der Pilz Entyloma eryngii auf Blättern der Feld-Mannstreu

## Vorkommen

### Allgemeine Verbreitung
Der Feld-Mannstreu ist ein europäisch-kontinental-mediterran-submediterranes Florenelement. Der Feld-Mannstreu ist von Nordafrika, Süd- und Mittel- bis Osteuropa, im Kaukasusraum und bis Iran und Afghanistan verbreitet. In Europa fehlt er nur in den nördlichen und nordwestlichen Ländern. Im Vereinigten Königreich kommt er eingebürgert vor.

### Verbreitung in Mitteleuropa und Gefährdung
Eryngium campestre besiedelt in Deutschland Wärme- und Trockengebiete der planaren bis collinen Höhenstufe, mit Verbreitungsschwerpunkt im mitteldeutschen Trockengebiet und in Mainfranken. Außerdem kommt er recht verbreitet in den Flusstälern von Elbe, Rhein, Mosel und Neckar vor, vereinzelt nach Norden bis zur Elbmündung und an den Niederrhein, soweit geeignete Standorte (Trockenrasen, trockene Böschungen und Ruderalflächen) vorhanden sind. Er gilt deshalb als Stromtalpflanze. Im übrigen Land gibt es fast nur verstreute Einzelvorkommen. In der Roten Liste der gefährdeten Pflanzen Deutschlands steht die Art auf der Vorwarnliste.
In Österreich ist der Feld-Mannstreu im Pannonischen Gebiet mäßig häufig, sonst selten zu finden. Die Vorkommen in Österreich erstrecken sich auf die Bundesländer Wien, Niederösterreich, das Burgenland und Oberösterreich; in der Steiermark und in Tirol sind nur unbeständige Vorkommen bekannt, in Kärnten und Salzburg ist der Feld-Mannstreu „ausgestorben“. Im nördlichen Voralpengebiet gilt der Feld-Mannstreu als „gefährdet“.
In der Schweiz kommt der Feld-Mannstreu selten und vor allem im südwestlichen und nördlichen Teil vor.

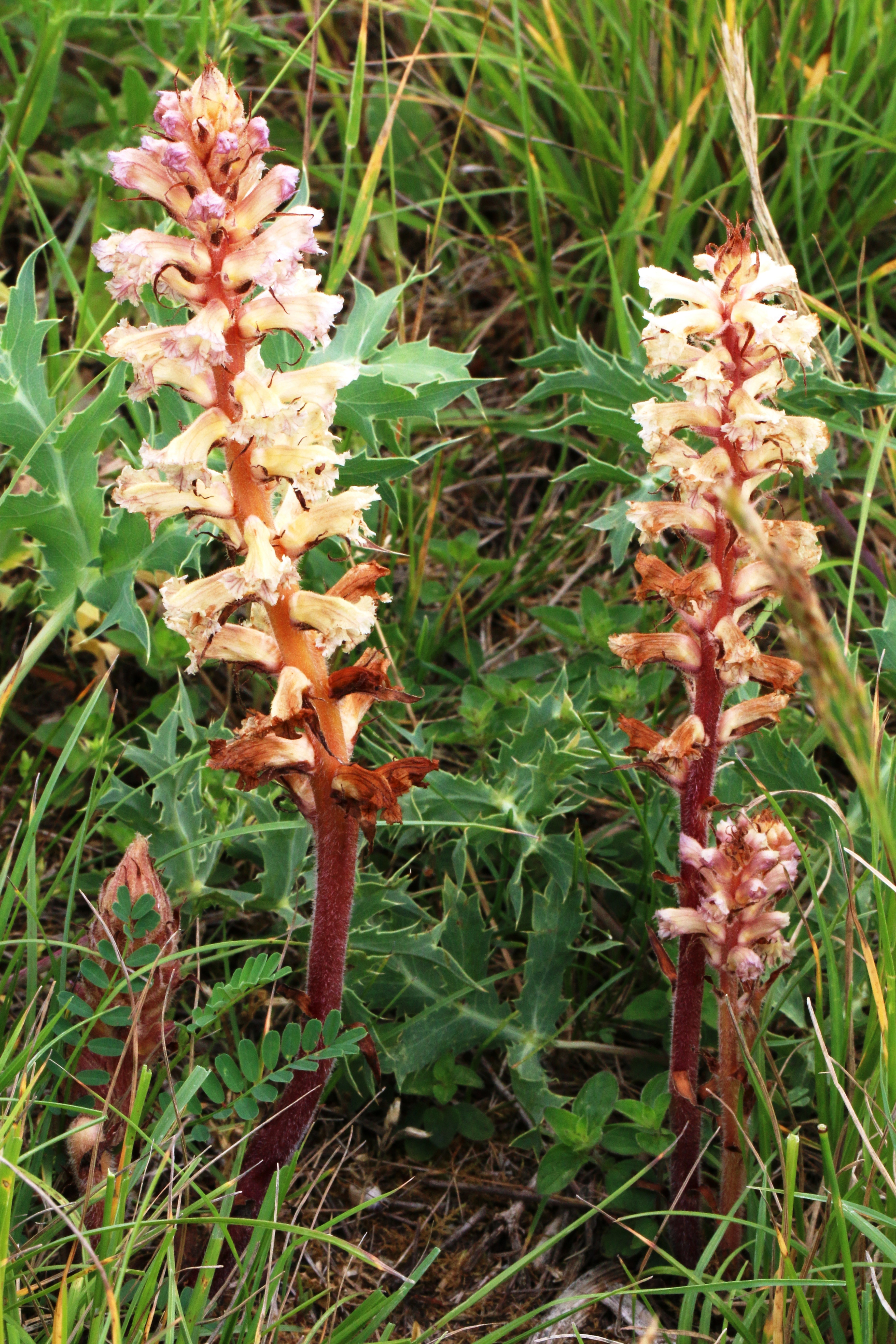
Amethyst-Sommerwurz (Orobanche amethystea) parasitierend auf dem Feld-Mannstreu

### Artenschutz
- Der Feld-Mannstreu ist nach der Bundesartenschutzverordnung „besonders geschützt“.
- Die seltene Amethyst-Sommerwurz (Orobanche amethystea) parasitiert auf Eryngium campestre. In Baden-Württemberg ist die Amethyst-Sommerwurz (Orobanche amethystea) „vom Aussterben bedroht“.

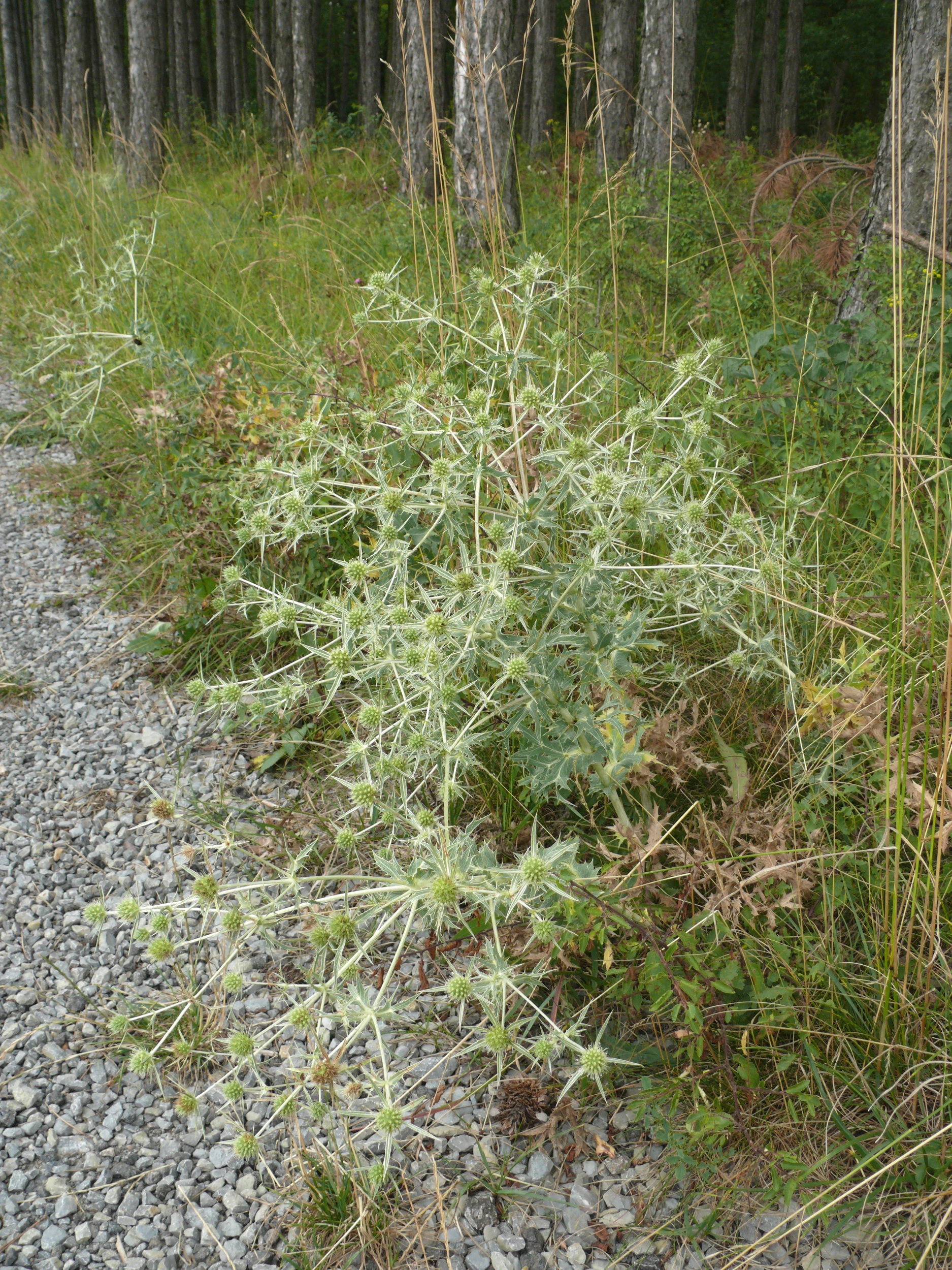
Habitus

### Standort
Der Feld-Mannstreu siedelt zerstreut in sonnigen Kalk-Magerrasen und -weiden und an Wegrainen und Dämmen. Er bevorzugt im Sommer trockene Böden an warmen Stellen.
Nach Ellenberg ist er eine Volllichtpflanze, ein Wärmezeiger, intermediär kontinental verbreitet, ein Trockniszeiger, auf stickstoffarmen Standorten wachsend und eine Klassencharakterart der Kalk-Magerrasen (Festuco-Brometea). Er kommt aber auch in Pflanzengesellschaften der Ordnung Agropyretalia vor.
Die ökologischen Zeigerwerte nach Landolt et al. 2010 sind in der Schweiz: Feuchtezahl F = 1+ (trocken), Lichtzahl L = 4 (hell), Reaktionszahl R = 4 (neutral bis basisch), Temperaturzahl T = 5 (sehr warm-kollin), Nährstoffzahl N = 2 (nährstoffarm), Kontinentalitätszahl K = 3 (subozeanisch bis subkontinental), Salztoleranz = 1 (tolerant).

## Pharmakologie, Inhaltsstoffe
Für die Wurzel und das Kraut werden Saponine und wenig ätherisches Öl als Inhaltsstoffe angegeben.
Die Wurzel soll geringe schleimlösende und spasmolytische (krampfstillende) Wirkung haben, das Kraut einen (schwach) diuretischen Effekt. In früherer Zeit wurde die Wurzel auch verwendet, um daraus angeblich harntreibende und menstruationsfördernde Arzneimittel herzustellen.
Wissenschaftliche Belege für die Wirksamkeit fehlen, eine beruhigende, husten- und krampfstillende Wirkung bei Keuchhusten ist aber (für Flachblatt-Mannstreu) beschrieben. Über unerwünschte Wirkungen ist nichts bekannt.

## Taxonomie
Die Erstveröffentlichung von Eryngium campestre erfolge 1753 durch Carl von Linné in Species Plantarum, Tomus I, Seite 233.

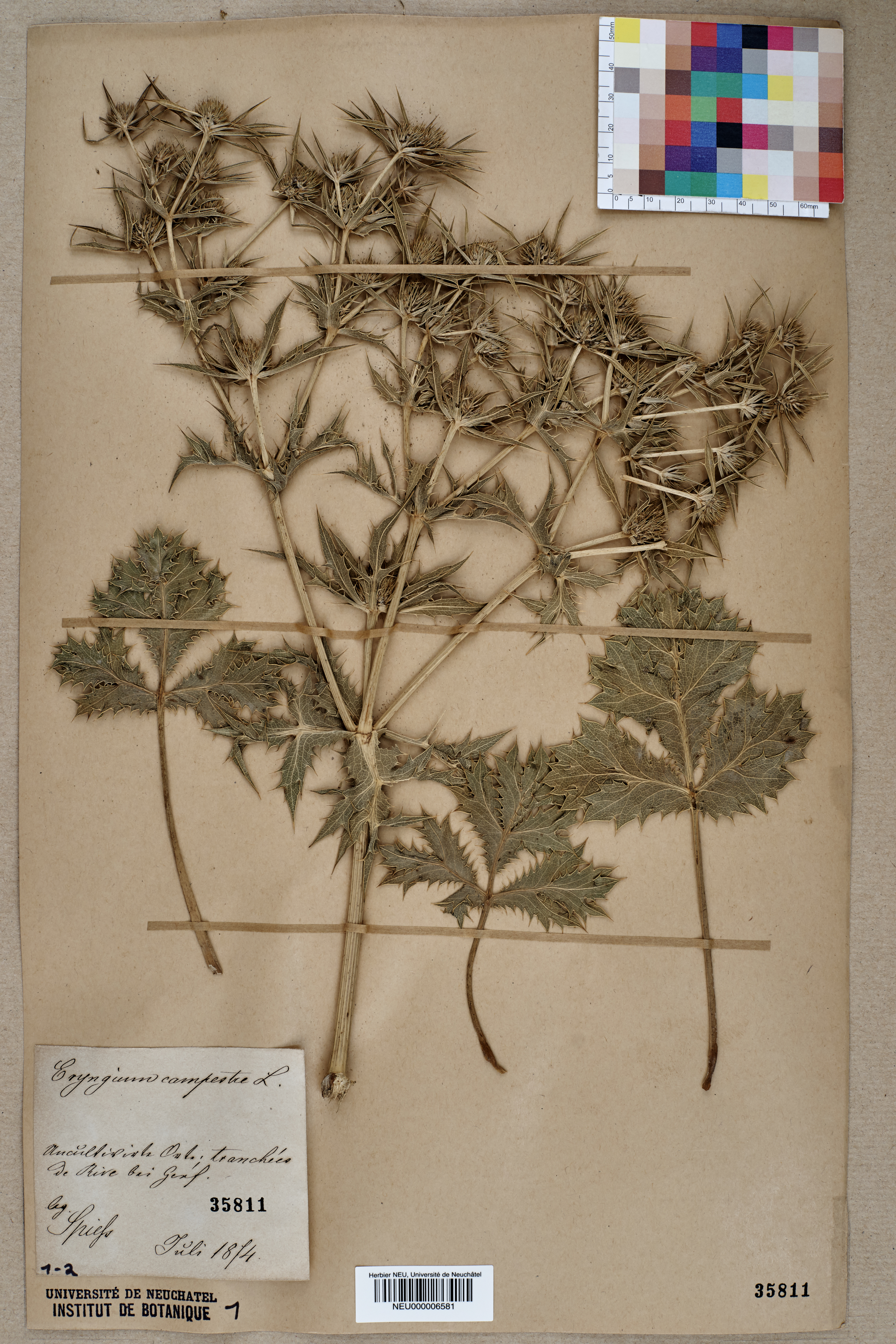
Historisches Herbarexemplar (Bitte kein Pflanzenmaterial aus Naturbeständen entnehmen)

## Trivialnamen
Für das Feld-Mannstreu bestehen bzw. bestanden auch die weiteren regional begrenzten bzw. variierenden deutschsprachigen Trivialnamen:
- Brachdistel, Brachendistel, Brackendistel
- Braundistel
- Donnerdistel (Wittenberg)
- Edeldiste
- Elend (mittelhochdeutsch), Ellend, Ellendistel (mittelhochdeutsch)
- Fechdistel (althochdeutsch)
- Fehdistel (althochdeutsch)
- Fychdistel (althochdeutsch)
- Gruntwurz
- Hundertkopf (lateinisch auch Centum capita[13])
- Hauptkopf
- Krausdistel, Kraußdistel, krause Distel, Krauswurz, Krussdistel
- Laufend Distel
- Männertreu, Mannstreu, Mannstreu-Distel, Mansstrü
- Marsdistel (mittelhochdeutsch)
- Mehrdistel, Merdistel, Mörwurzel
- Mordwurz, Mortdistel oder Mortedistel (mittelhochdeutsch)
- Oerengel, Ore Engel, Orengel, Orengele
- Prackelwurz (mittelhochdeutsch)
- Raddistel, Radendistel, Rodendistel
- Schmänkkrokt (Siebenbürgen)
- Sondereinde
- Stechwurzel
- Stehwurzel
- Stradistel
- ummelopen Distel (mittelniederdeutsch)
- Unruh (Linz)
- valende Distel, Valentdistel, walende Distel, wallende Distel, Wallendistel, auch wallende Distelmorchen (mittelhochdeutsch)
- Veherdistel (mittelhochdeutsch)
- Veltdistel (mittelhochdeutsch), Waltdistel (mittelhochdeutsch), wolt Distel, Woltdistel (mittelhochdeutsch)
- wilt Distel

## Geschichte

### Antike
Von späteren Autoren wurde meist das „Erygion“ der antiken Schriftsteller (Dioskurides, Plinius …) als Feld-Mannstreu gedeutet. Von Dioskurides übernahmen sie auch die Angaben zur Verwendung von Feld-Mannstreu:
- Die in Salzlake eingelegten Blätter waren als würziges Gemüse zu nutzen.
- Der Wurzel, die als wohlriechend und würzig mit erwärmender Kraft beschrieben wurde, schrieb man Harntreibende und Menstruationsfördernde Kräfte, sowie eine Wirkung gegen Leibschneiden und Blähungen zu.
- Die auf die Haut aufgelegte Wurzel sollte Geschwülste auflösen und gegen Zauber wirken.
- In Wein getrunken wurde sie bei Leberleiden und bei Vergiftungen empfohlen.
- Mit Honigmet eingenommen sollte sie gegen „Opistotonus“ und „Epilepsie“ wirksam sein.[14][15][16][17]

### Mittelalter – Neuzeit
Im Arabischen Mittelalter und im Lateinischen Mittelalter wurden von diesen Wirkungen der Mannstreu-Distel deren harntreibende und menstruationstreibende Kraft hervorgehoben. Mit Honig gekocht sollten die Wurzeln außerdem als Potenzmittel dienen. Im 16. Jahrhundert merkte Hieronymus Bock dazu an:
Etlich haben jr ſuperſtition mit diſer wurtzel / vermeynen wann ſie ſollich wurtzel bei jnen tragen / ſie wöllen Veneri und Sappho gefallen / ich acht etlich müſten eyn centner haben / wer nit zuvil / wans helffen wolt etc.
Aber noch in der 1741 erschienenen Württembergischen Pharmakopoe war zu lesen:
Feldmannstreu-Wurzeln … regen die Harnausscheidung an und man glaubt, sie würden die ermatteten Geschlechtsfunktionen anregen (… urinam cient et venerem languidam stimulare creduntur…).

### Historische Abbildungen

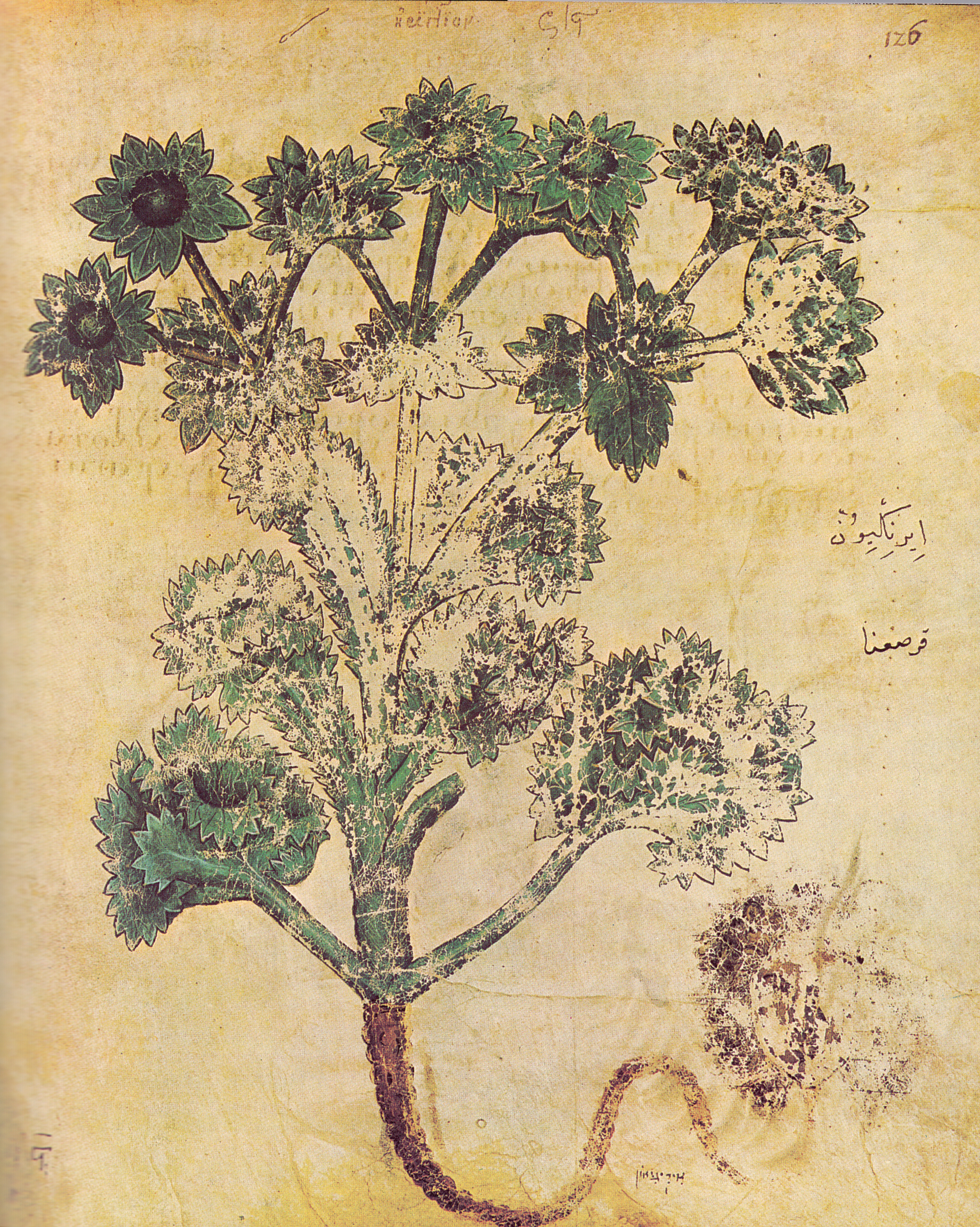
Wiener Dioskurides 6. Jahrhundert
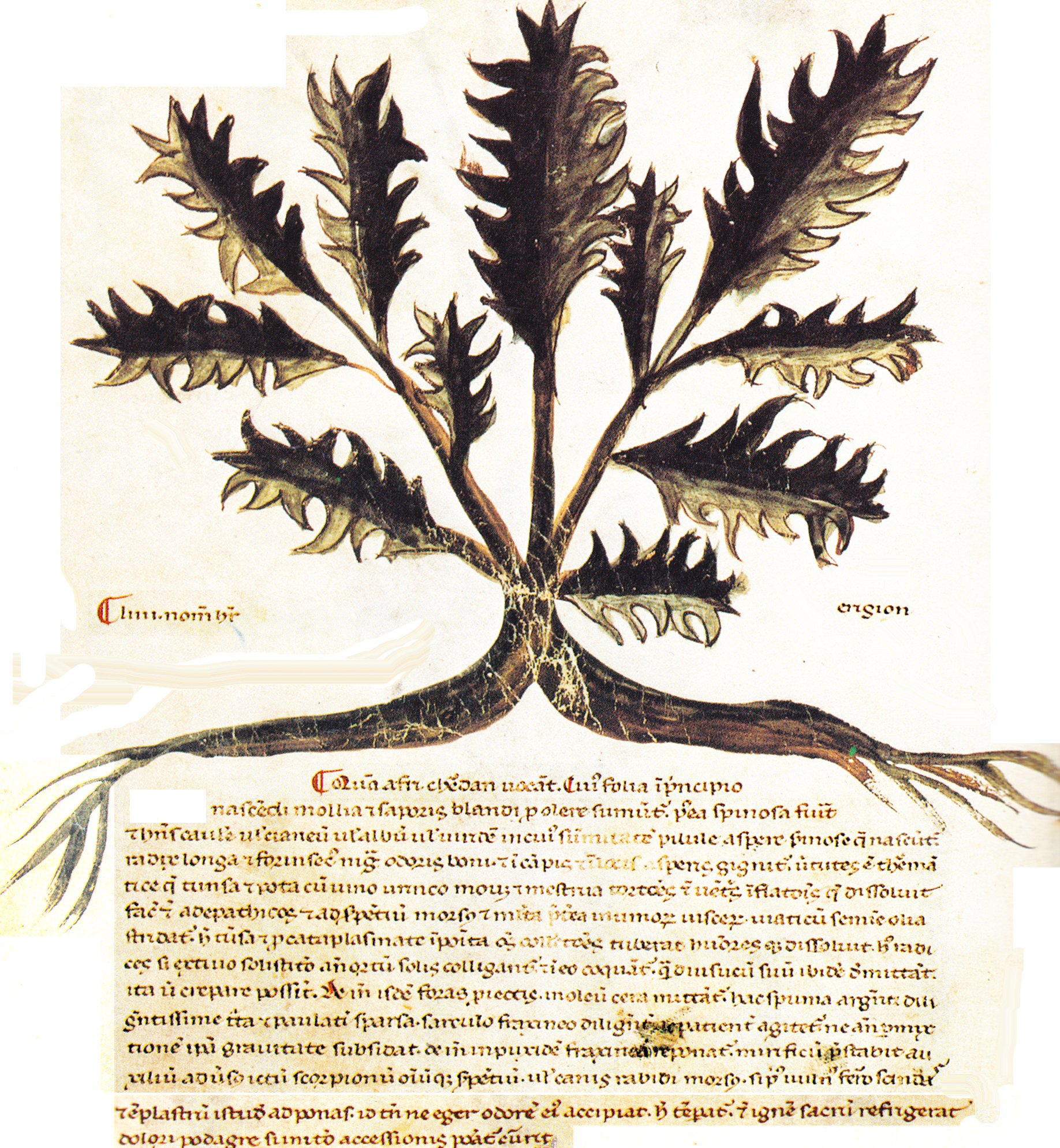
Pseudo-Dioskurides de herbis femininis Manuskript 14. Jh.
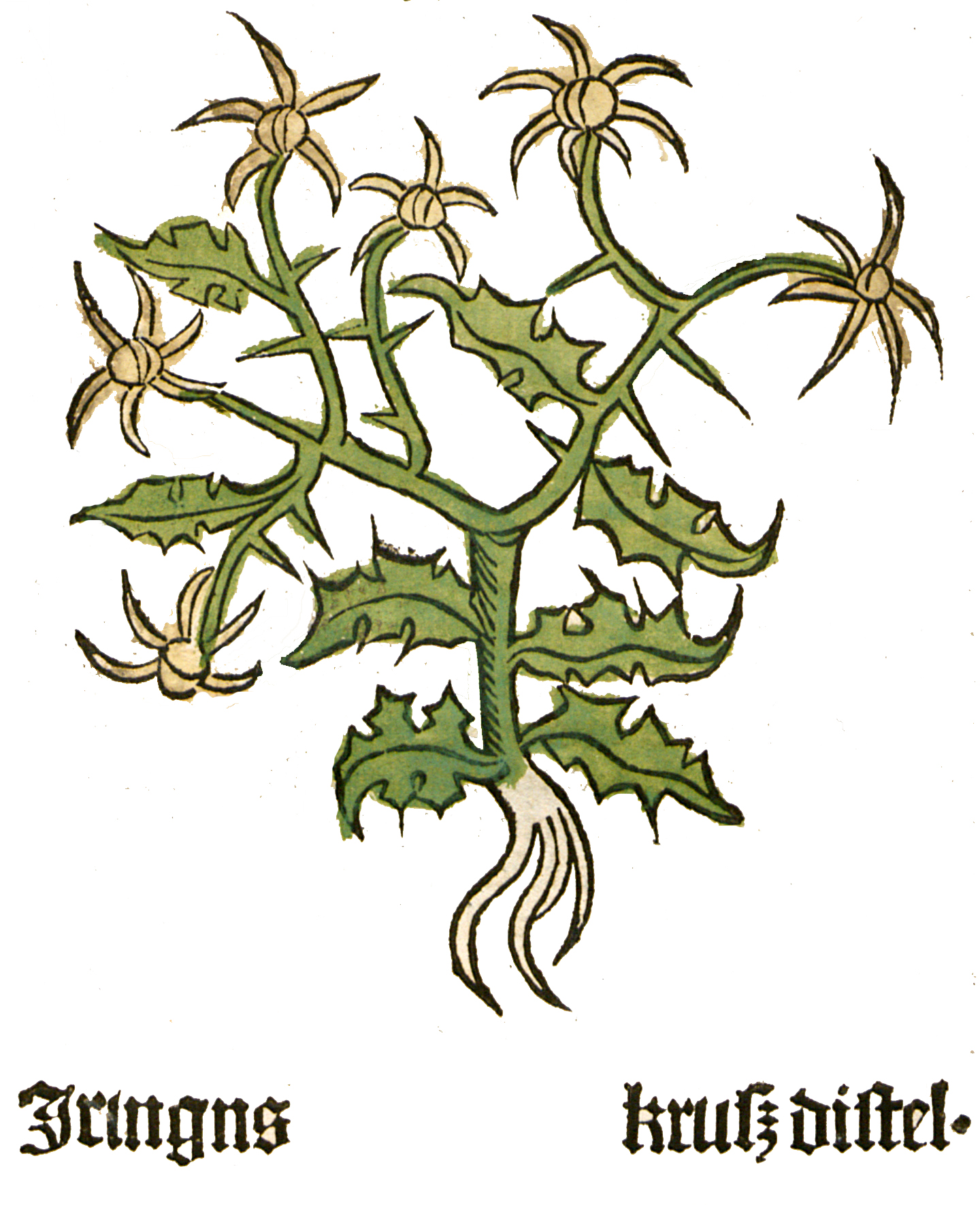
Herbarius Moguntinus 1484
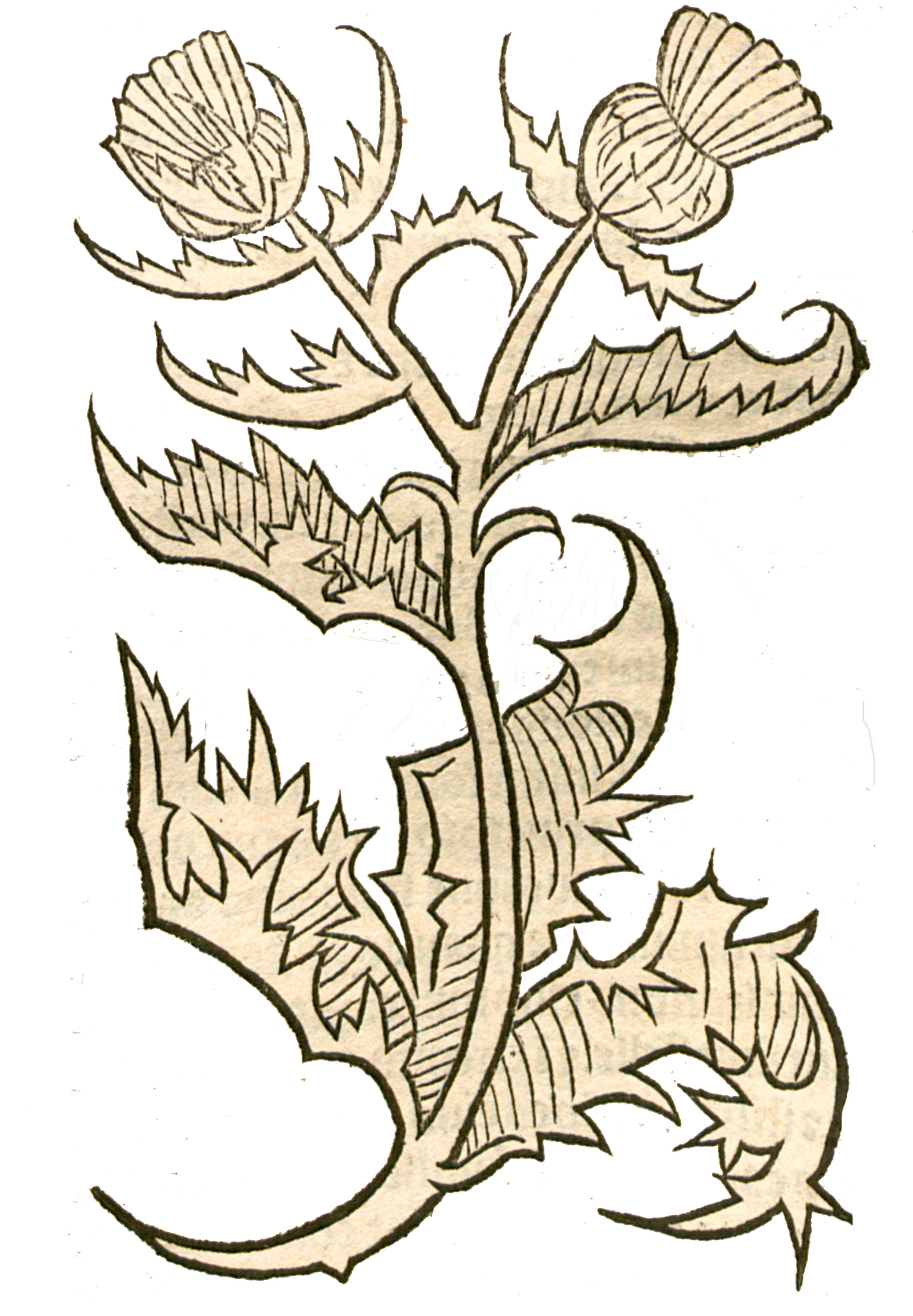
Hortus sanitatis 1491. Abbildung der Mariendistel zum Kapitel yringus. astaruticon
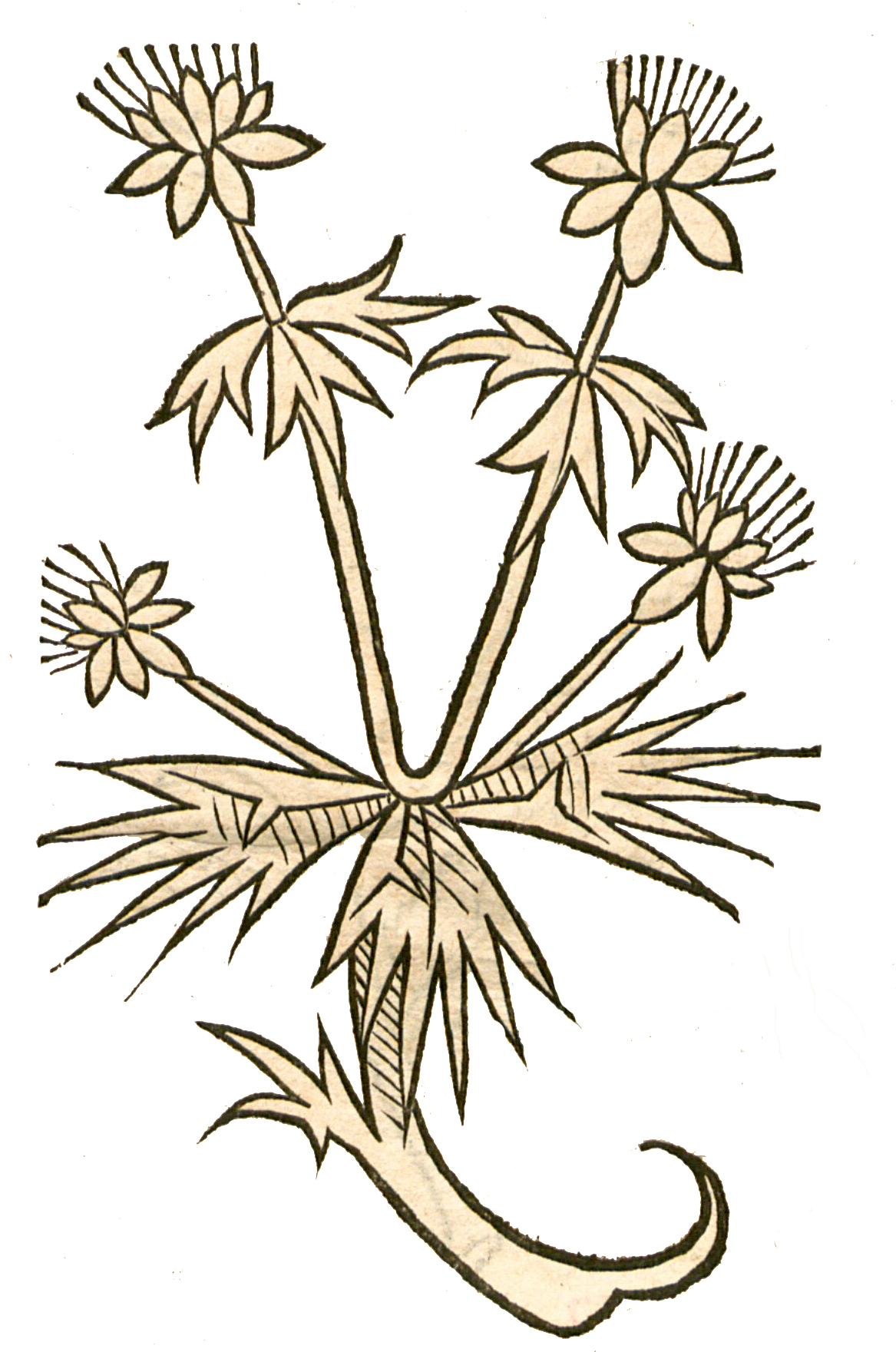
Hortus sanitatis 1491. Abbildung der Feld-Mannstreu zum Kapitel inguirialis. stellaria
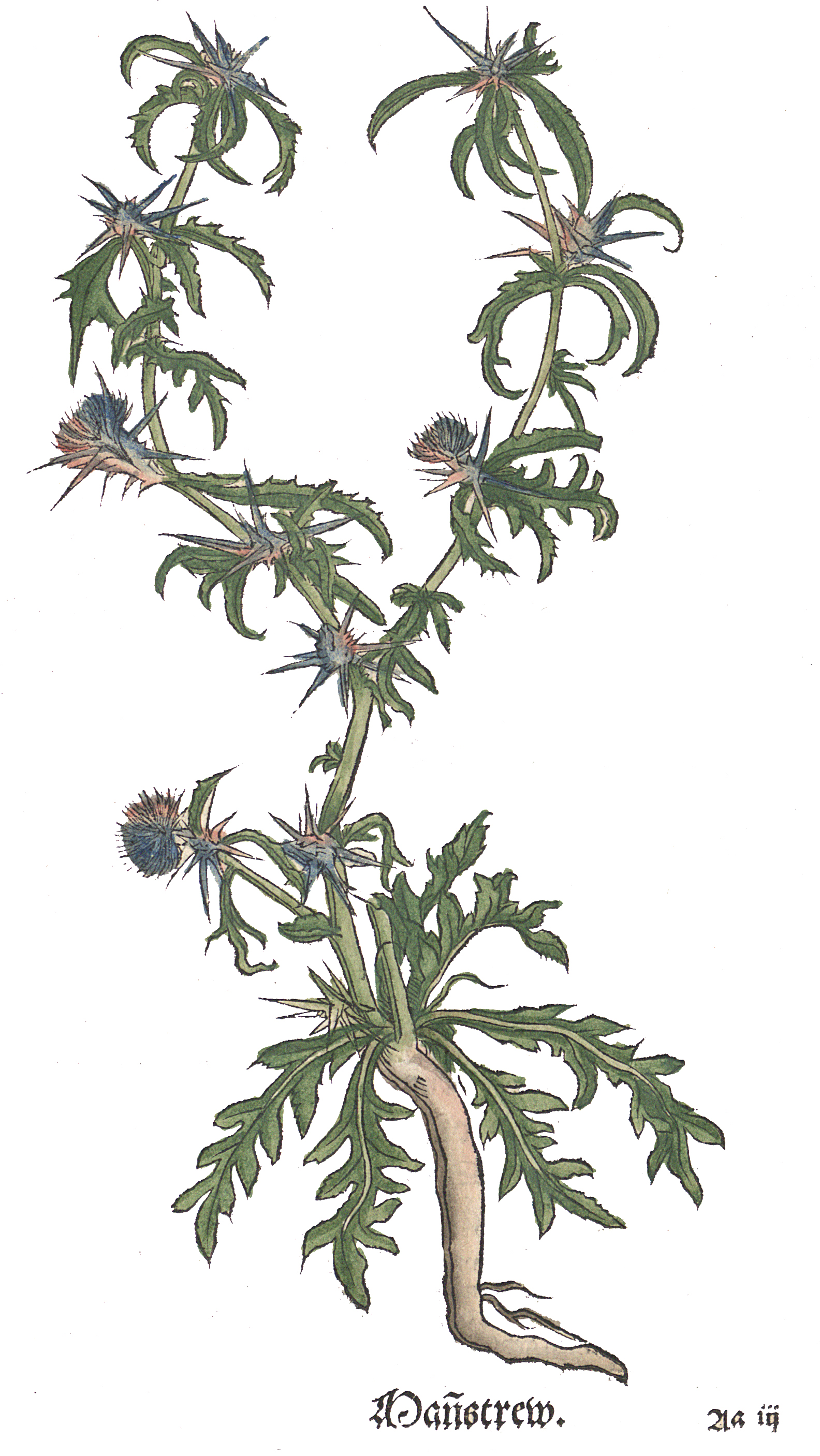
Otto Brunfels 1532
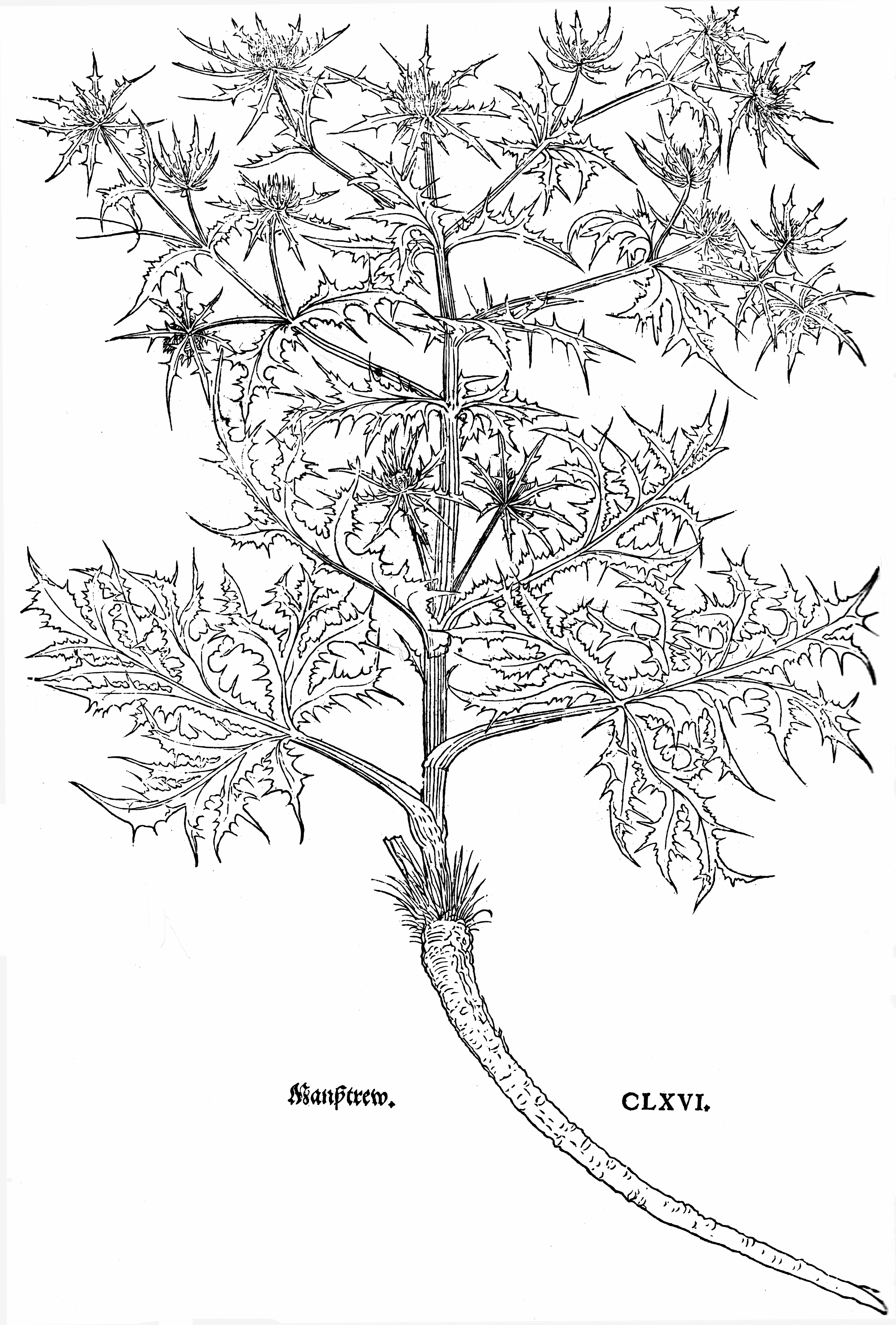
Leonhart Fuchs 1543
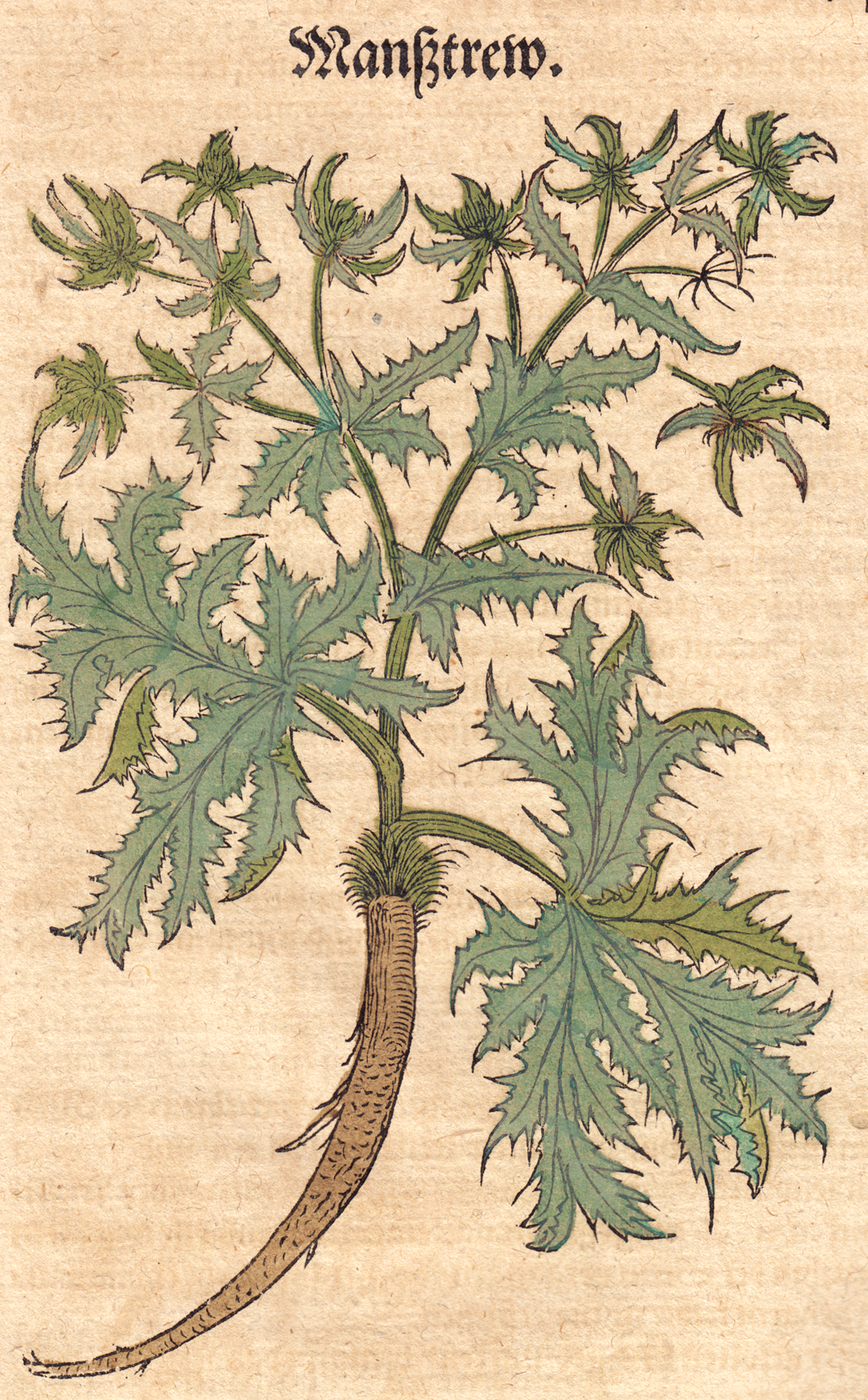
Hieronymus Bock 1546
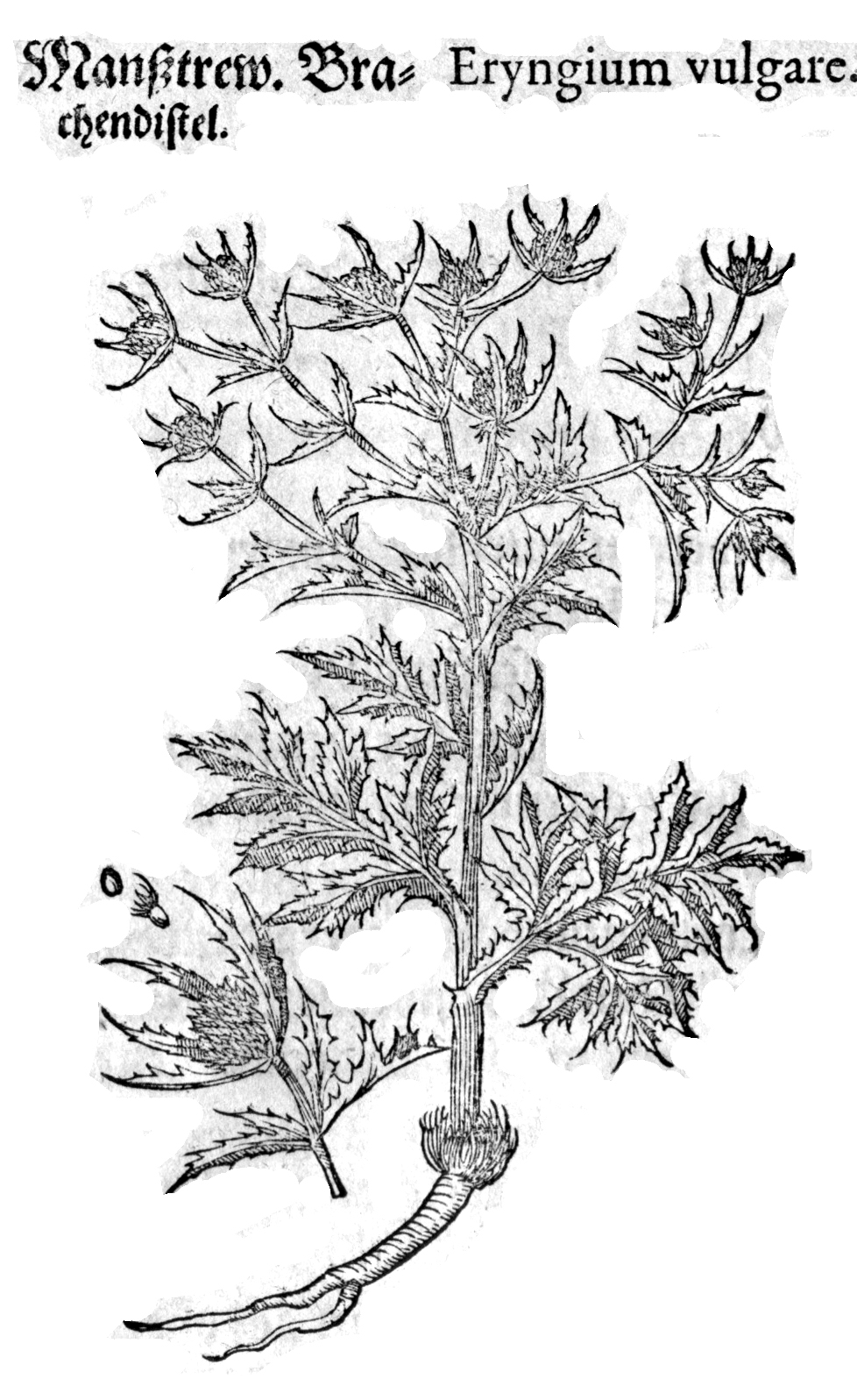
Mattioli / Handsch / Camerarius 1586